# 존 엘리엇

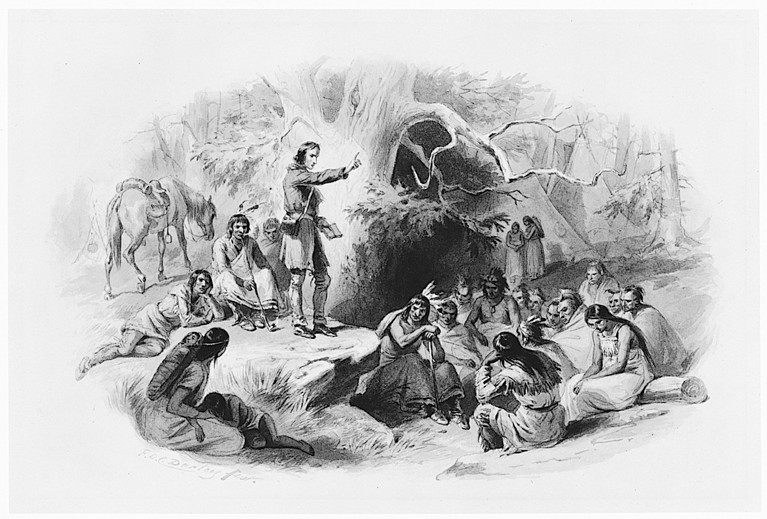
존 엘리엇이 인디언에게 설교하는 그림

존 엘리엇(John Eliot, 1604-1690)은 영국에서 출생한 어메리칸 인디언으로 선교를 떠난 선교사이다. 캠브리지에 있는 지져스 대학에 입학하여 1622년에 졸업하였다. 성공회에서 안수를 받았으나 의식과 정책에 불만을 품고, 문법학교의 교사로 섬겼다. 토마스 후커에게 많은 영향을 받고, 회심을 하여, 선교에 헌신하기로 마음을 먹었다. 1631년 11월에 후커의 학교가 문을 닫자, 매사츄세츠로 이민을 왔다. 존 윌슨이라는 목사를 대신하여 설교자로 섬겼다. 그 교회에서 회중교사로 섬기기를 부탁받았으나 거절하고, 록스버리에 정착했던 영국의 네이징(Nazeing)인들을 섬기기로 동의하였다.
그는 논리학이 기독교 지식의 매우 중요한 부분으로 여겨 앨곤퀸부족에게 짧은 논문으로 번역하였다. '이성의 법칙'의 지식으로 하나님의 말씀을 읽을 수 있도록 하기 위함이었다. (17세기 뉴잉글랜드의 지성, 114쪽)

## 같이 보기
- 베이 시편집
- 기도하는 인디언들